# La Sauvetat-du-Dropt
La Sauvetat-du-Dropt is een gemeente in het Franse departement Lot-et-Garonne (regio Nouvelle-Aquitaine) en telt 550 inwoners (2005). De plaats maakt deel uit van het arrondissement Marmande.

## Geografie
De oppervlakte van La Sauvetat-du-Dropt bedraagt 10,3 km², de bevolkingsdichtheid is 53,4 inwoners per km².
De onderstaande kaart toont de ligging van La Sauvetat-du-Dropt met de belangrijkste infrastructuur en aangrenzende gemeenten.

## Demografie
Onderstaande figuur toont het verloop van het inwonertal (bron: INSEE-tellingen).

## Geboren
- Jacques Delmas de Grammont (1796-1862), generaal en politicus